# За държавата
Вижте пояснителната страница за други значения на Държава.
„За държавата“ (на латински: De re publica) е най-известният трактат на Цицерон, написан под формата на диалог и открояващ се сред три негови теоретични трактата, написани през периода от 55 до 51 г. пр. Хр.

## Структура и съдържание
Общата структура на трактата е:
- 1 и 2 книга са посветени на въпроса за най-доброто и най-подходящо държавно устройство
- 3 и 4 книга представляват философското обосноваване на понятието държава
- 5 и 6 книга отговарят на въпроса за качествата на най-подходящия държавен деец.

Според Цицерон държавата има цели, а именно:
- да се грижи за правата и справедливостта сред гражданите
- да отблъсква външните врагове
- да умножава общите блага

| „       | Аз извършвах консулските си задължения, без да извърша нищо без съвета на Сената, нищо без одобрението на римския народ, като винаги защитавах курията на рострите, а в Сената – народа, винаги обединявах народа с първенците и конниците – със Сената. | “ |
| Цицерон | |   |

Така, определяйки този начин на поведение като идеален Цицерон подчертава, че самият той е действал така, докато е бил консул, но когато държавните институции или магистрати се окажат неспособни да отговорят на изискванията в това отношение, тогава този идеален начин на поведение трябва да бъде осъществен от „най-добрия гражданин“, който може да бъде и частно лице, действуващо именно като „ректор“, като „пазител на държавата“.